# 麥可·貝奇
麥可·安東尼·貝奇（英語：Michael Anthony Beach，1963年10月30日—），美國男演員。著名電視作品如《仁心仁術》（1995年至1997年）、《危急最前線》（1999年至2005年）和《混乱之子》（2010年至2014年）；電影圈的作品則包括《铁腕校长》（1989年）、《小鎮風暴》（1992年）、《銀色·性·男女》（1993年）、《等待夢醒時分》（1995年）、《家醜》（1996年）、《靈魂大捕貼》（1997年）、《水行俠》（2018年）與《奪魂鋸X》（2023年）。
2003年憑藉《危急最前線》而贏得有色人種促進協會形象獎最佳劇情類連續劇男主角。

## 個人生活
貝奇1990年與翠西·貝奇（Michael Anthony Beach）結婚，兩人於2006年離婚。隔年，他與伊麗莎·威爾遜（Elisha Wilson）結婚。

## 外部連結
- 麥可·貝奇在互联网电影资料库（IMDb）上的資料（英文）
- 在AllMovie上麥可·貝奇的頁面（英文）